# باشگاه فوتبال سانتوس (گویان)
باشگاه فوتبال سانتوس (گویان) یک باشگاه فوتبال حرفه‌ای اهل گویان است که در جرج‌تاون واقع شده است. این باشگاه که در سال ۱۹۶۴ تأسیس شد، در لیگ الیت گویان رقابت می‌کند.